# Meczet Sultan Eyüp
Meczet Sultan Eyüp – jeden z najważniejszych dla muzułmanów meczetów w Stambule w Turcji. Znajduje się tuż przy murach miejskich, w pobliżu Złotego Rogu. Został zbudowany w 1458 jako pierwszy meczet w mieście po zdobyciu Konstantynopola przez Turków. Oryginalny meczet został zniszczony podczas trzęsienia ziemi, na jego miejscu wybudowano nowy w 1800. W meczecie znajdują się pamiątki po proroku Mahomecie.

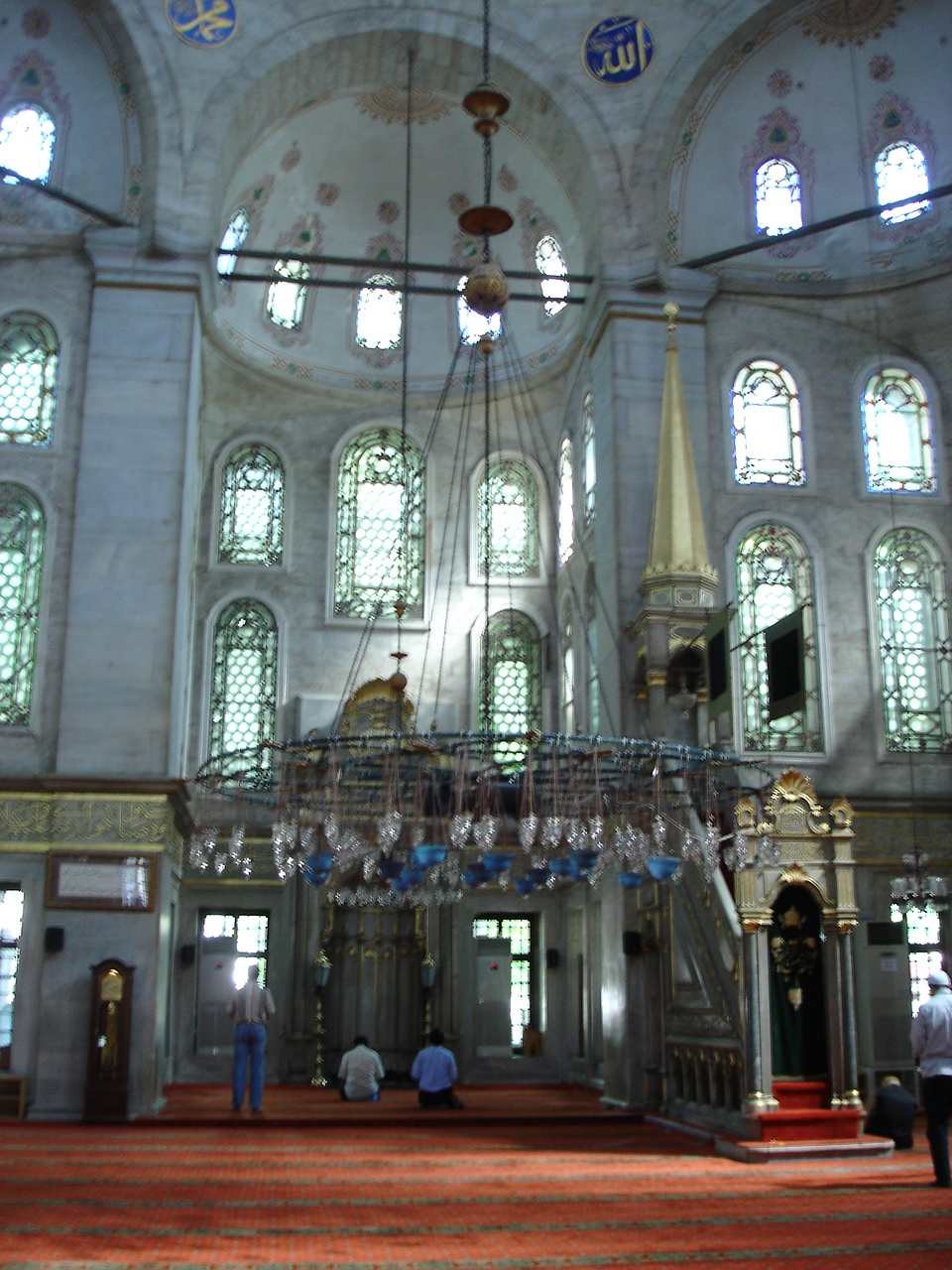
Wnętrze meczetu

Meczet zbudowany jest na planie kwadratu i pokryty centralną kopułą, otoczoną ośmioma półkopułami. Dziedziniec otoczony jest z trzech stron 12 kolumnami, na nich spoczywa 13 kopuł. Oprócz meczetu znajduje się tu również medresa, karawanseraj, łaźnia, kuchnia dla ubogich.
Naprzeciwko meczetu znajduje się mauzoleum w którym pochowano jednego z przyjaciół Mahometa - Eyüpa el Ensari. Grób został odnaleziony w trakcie oblężenia Konstantynopola przez Turków w 1453 dzięki widzeniu, jakie miał Akszemsettin- nauczyciel sułtana Mehmeda Zdobywcy.
W mauzoleum dominującymi kolorami na dekorowanych fajansem ścianach jest zieleń i błękit. Samo mauzoleum zbudowane jest na planie ośmiokąta z pojedynczą kopułą. 
Meczet jest otoczony cmentarzem.